# 猎户座影业
猎户座影业（Orion Pictures；法定名称：Orion Releasing, LLC ）是一家美国电影制作、发行公司，米高梅的子公司。它于1978年由华纳兄弟与聯美的几名高管共同创办，1997年被米高梅收购。
其制作或发行的作品有四部获得奥斯卡最佳影片奖，即《阿瑪迪斯》（1984年）、《野战排》（1986年）、《與狼共舞》（1990年）和《沉默的羔羊》（1991年）。

## 历史

### 早期
1978年1月13日，聯美（当时属于泛美公司）的三名高管阿瑟·B·克里姆（董事长）、埃里克·普莱斯科夫（总裁、CEO）和罗伯特·S·本杰明（财务委员会主席）因与母公司意见不合而辞职，紧接着另外两名高管威廉·伯恩斯坦和麦克·麦达沃伊也宣布辞职。
1978年2月，五人与华纳兄弟达成协议，成立猎户座影业，命名“猎户座影业”的原因是猎户座有五颗大恒星（实际不止）。新公司称会放权给制片人，只提供资金，不干扰创作。制作出来的电影将由华纳兄弟发行。
1978年3月下旬，猎户座与约翰·特拉沃尔塔签下两部电影，随后又签下芭芭拉·史翠珊、弗朗西斯·科波拉、布萊克·愛德華、约翰·米利厄斯等演员、导演和编剧。成立的第一年里，猎户座就有15部电影排上制作日程。
1979年创始人本杰明去世。同年4月，猎户座的第一部电影《情定日落桥》上映。

### 1982年至1986年：从华纳兄弟分离
1982年初，猎户座公司不再让华纳兄弟发行其电影，并将已制作的电影的版权卖给华纳。它决定建立自己的发行渠道，最终买下Filmways，这也使户座得到了进入电视制作领域的机会，制作了热门电视剧《警花拍档》等。
1984年9月，《阿瑪迪斯》成为其第一部获得最佳影片的电影。
1984年4月3日，猎户座娱乐集团（Orion Entertainment Group）成立，由猎户座电视（Orion Television）、猎户座家庭录像（Orion Home Video）、猎户座付费电视（Orion Pay Television）和猎户座电视辛迪加（Orion Television Syndication）组成。
1985年公司业绩比较惨淡，除了《神秘約會》和《辣手猛龙》外，其他影片在美国的票房收入都不到1000万美元。这可能是由于其发行渠道和广告投放方法不佳。
1986年，维亚康姆国际买下其15%的股份，开始在其付费电视频道Showtime上播放猎户座影业电影。

### 1986年至1991年：都市传媒时代
1986年5月22日，创始人克里姆的朋友约翰·克鲁格通过其公司都市传媒购买了猎户座6.5%的股份，当年制作的《大儿子小爸爸》旋即获得9000万美元的票房。随着公司暴富，连续发行了《野战排》《汉娜姐妹》《火爆教頭草地兵》等作品。1986年猎户座影业电影共获得18项奥斯卡金像奖提名，高于当年所有其他制片厂。
1987年1月，为了和萨莫·雷石东争夺公司管理权，克鲁格开始增持猎户座股票，到1988年5月20日，都市传媒已获猎户座约67%的股份。
1990年2月，哥倫比亞影業以1.75 亿美元价格买下其海外电影、电视节目发行权。同月，创始人迈克·麦达沃伊离职加入三星影业。
1989到1991年，虽然《與狼共舞》和《沉默的羔羊》赢得奥斯卡最佳影片奖，但猎户座影业大部分作品票房惨淡。

### 1991–1997：破产
虽然有几部卖座电影，但猎户座还是很快入不敷出。20世纪福克斯老板马文·戴维斯拒绝收购公司后，克鲁格宣布猎户座影业停止制片，并将旗下多个项目卖掉回笼资金。1991年春，阿瑟·克里姆离职。
此时，美国广播公司介入，资助其电视部门完成正在制作的作品。但其电视部门依旧在1991年11月25日关闭。12月11日，猎户座影业申请破产保护。当月，猎户座与新線影業已开始进行收购谈判，但次年4月因为无法就价格达成一致而分道扬镳。此外，共和影业、萨沃伊影业也曾试图收购该公司，但也都没有成功。
1992年11月5日，猎户座影业通过破产重组重获新生，得以在克鲁格手下继续运作。此后，《爱情田园》等受破产影响未能发行的作品陆续上映，但没有制作什么新作品。

### 1997年至今：米高梅
1997年7月，都市传媒把猎户座影业卖给米高梅，近200名员工离职，米高梅只留下25人。米高梅没有解散猎户座影业，但主要是为了通过猎户座家庭录像来发行其作品，以绕开与华纳家庭录像签订的发行合同。
2013年，猎户座重新开始电视剧制作。米高梅在2017年9月6日正式宣布重启猎户座影业，2020年8月20日决定将制作重点转向小众电影制作人（如有色人种、女性、 LGBT群体和残疾人）的作品。